# Fernando de Castro Rodríguez
Fernando de Castro Rodríguez (Madrid, 25 de febrero de 1896 - Madrid, 15 de abril de 1967) fue un médico e investigador español. Fernando de Castro fue vicedirector del Instituto Cajal  y miembro correspondiente de la Comisión para Neuropatología de la Fédération Mondiale de Neurologie de Berchem, Amberes, Bélgica. Laureado por la Real Academia de Medicina de Madrid con media docena de premios y colaboró con varios autores, incluyendo Ramón y Cajal en la publicación de varios libros de texto.

## Educación
Fernando de Castro fue, junto al aragonés Rafael Lorente de No, el más joven de los discípulos directos de Santiago Ramón y Cajal. Aunque comenzó a formarse junto al neuropatólogo Nicolás Achúcarro, al caer éste enfermo, pasó a trabajar directamente con Cajal en 1916, de quien ya no se separaría hasta su muerte. 
En 1922 se doctoró en la Universidad de Madrid con su trabajo sobre la estructura de los ganglios sensitivos y simpáticos en estado normal y patológico. Esta línea de investigación supuso el primer reconocimiento científico de Fernando de Castro, que fue considerado durante décadas el mayor especialista del tema, junto al ruso Lawrentjev, y motivo por el cual fue invitado por Wilder Penfield a redactar los capítulos correspondientes en su célebre tratado de neurología. Además, este trabajo le granjeó la distinción de su maestro, Ramón y Cajal, quien supo reconocer la inusual destreza adquirida por su joven discípulo en la técnica histológica, lo que le llevaría a elegirle para publicar conjuntamente el libro "Elementos de técnica micrográfica del sistema nervioso", publicado en 1933 y en el que se compendiaban todas las técnicas y protocolos desarrollados por la denominada Escuela Española de Neurología o Escuela de Cajal.

## Neurohistología

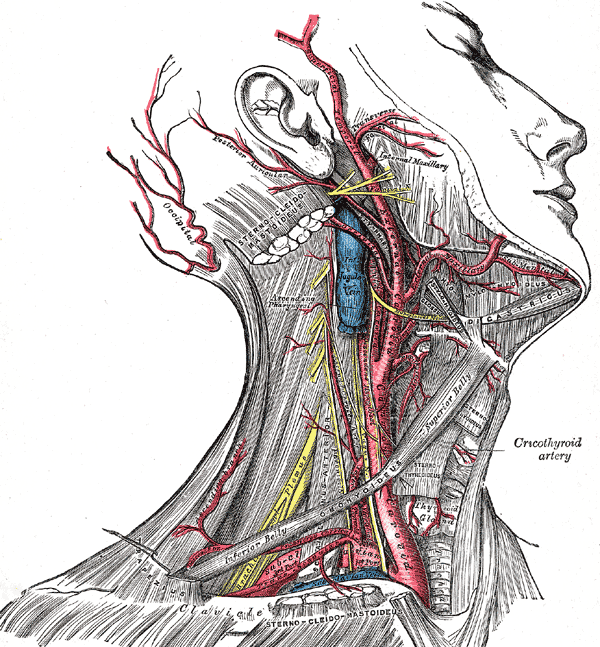
Arteria carótida derecha y su dilatación en el extremo inferior, extensamente estudiados por Castro Rodríguez y su equipo en el Instituto Cajal.

Mediada la década de 1920, Fernando de Castro acomete el estudio de la inervación sensorial de la región aorto-carotídea, donde distinguió los barorreceptores (que detectan los cambios de presión de los vasos sanguíneos) de los quimiorreceptores (que detectan los cambios en la composición química de la sangre), situando éstos en una dilatación de la arteria carótida interna llamada "glomus caroticum", lo que quizá deba ser considerada su mayor contribución científica, ya que se trata de la primera descripción de un quimiorreceptor.  
Así, Fernando de Castro asentaba las bases anatómicas de los reflejos cardiorrespiratorios descritos por el fisiólogo alemán Heinrich Hering unos pocos años antes y, además, orientaba al fisio-farmacólogo belga Corneille Heymans al estudio del "glomus caroticum" como centro de los reflejos quimiosensoriales: tras la visita de Fernando de Castro al laboratorio de Corneille Heymans en la Universidad de Gante, éste y sus discípulos reorientaron sus estudios en la senda que le llevaría a obtener el Premio Nobel de Fisiología o Medicina en 1938. Sin la hipótesis y los estudios de Fernando de Castro, este estudio hubiera sido mucho más difícil y se hubiera porlongado en el tiempo, motivo por el que muchos miembros de la comunidad científica internacional consideraron y consideran que Fernando de Castro debió compartir el Premio Nobel con el belga Heymans.

## Escuela Cajal
Durante la Guerra Civil, fueron Fernando de Castro y Jorge Francisco Tello los discípulos de Cajal que se encargaron de defender el Instituto Cajal (y todo su equipamiento y pertenencias), algo que cumplieron con estoica eficacia y desafiando los peligros que derivaban de que la capital de España fuera frente de guerra durante casi toda la contienda. Finalizada ésta, Fernando de Castro constituyó el Museo Cajal, dentro del Instituto, y fue desposeído de su cátedra en la Universidad por motivos políticos, hasta que en 1950 fue repuesto en la misma.
Hasta su muerte en 1967, Fernando de Castro fue, quizás, el más genuino representante de la Escuela de Cajal, siempre interesado en venerar la figura del aragonés universal, lo que le llevó, entre otras cosas, a organizar en 1952 un exitoso congreso científico con motivo del primer centenario del nacimiento de Cajal, congreso celebrado en Madrid y al que acudieron varios premios Nobel de Medicina, a pesar de lo delicado de la situación española de entonces. Pero, además, Fernando de Castro procuró perpetuar de forma activa el ejemplo de Cajal, lo que consiguió de forma muy significativa con la serie de discípulos y colaboradores que se formaron o trabajaron junto a él, como los destacados morfólogos Constantino Sotelo y Facundo Valverde García y los fisiólogos Antonio Gallego y Antonio Fernández de Molina.
Con motivo del Premio Nobel concedido a Severo Ochoa (1959), Fernando de Castro compuso, junto al ginecólogo Jesús García-Orcoyen y al fisiólogo José Mª Corral, la delegación oficial que representó a España en los actos celebrados en Estocolmo.

## Méritos
Fernando de Castro fue Doctor en Medicina, obtuvo la cátedra de Histología y Embriología General en la Facultad de Medicina de la Universidad de Madrid. Fue vicedirector y Director Honorario del Instituto Cajal y socio honorario de la Sociedad Española de Otorrinolaringología. Consejero del Patronato Santiago Ramón y Cajal del C.S.I.C. y miembro correspondiente de la Comisión para Neuropatología de la Fédération Mondiale de Neurologie de Berchen Anvers, de la Internacional Brain Research Organization, del Editorial Board of Experimental Neurology, Bethesda, Maryland. Socio extranjero de la Academia Nazionale dei Lincei.
En 1963 es elegido miembro numerario de la Real Academia de Ciencias Exactas, Físicas y Naturales.
Miembro honorario de la Facultad de Medicina de Concepción, Chile, de la Academia Nacional de Medicina de Lima, de la de Medellín y de la de Madrid.
Laureado por la Real Academia de Medicina de Madrid con los premios Rodríguez Abaytua, en 1923; Martínez y Molina, en 1924; Obieta, en 1941; Santiago Ramón y Cajal, en 1947; y el premio de la Academia, en 1949.
En 1966 recibió la Gran Cruz de la Orden Civil de Alfonso X el Sabio.
Ha colaborado en la obra de Wilder Penfield "Citology and Cellular Pathology of the Nervous System".
Fue contratado por la Institución Cultural de Buenos Aires para dictar un curso sobre el sistema nervioso vegetativo en la Facultad de Medicina. En la Institución Cultural del Uruguay explicó cinco conferencias sobre la estructura del tejido nervioso. En colaboración con Ramón y Cajal publicó el libro "Técnica micrográfica del sistema nervioso".